# Astragalus brachycarpus
Astragalus brachycarpus är en ärtväxtart som beskrevs av Friedrich August Marschall von Bieberstein. Astragalus brachycarpus ingår i släktet vedlar, och familjen ärtväxter. Inga underarter finns listade i Catalogue of Life.